# Космополис (фильм)
«Космо́полис» (англ. Cosmopolis) — фильм Дэвида Кроненберга по одноимённому роману Дона Делилло (2003). В главной роли — Роберт Паттинсон.

## Сюжет
День из жизни биржевого спекулянта Эрика Пэкера. Он хорош собой и сказочно богат. Спозаранку ему пришла в голову идея поехать через Манхэттен в своём «доме на колёсах» подстричься в парикмахерскую, куда много лет назад водил его отец. За звуконепроницаемым колпаком лимузина — вакханалия уличных протестов. Волнения на валютном рынке предвещают финансовый крах главного героя. Одиссея Пэкера по городу выявляет его фатальную пустоту, отсутствие цели в жизни и неосознанную тягу к смерти. В конце фильма его настигает столь же одержимый самоистреблением бывший подчинённый. Как и многие другие, он считает Пэкера воплощением современного капитализма и винит его в собственных неудачах…

## В ролях
| Актёр            | Роль           |
| ---------------- | -------------- |
| Роберт Паттинсон | Эрик Пэкер     |
| Саманта Мортон   | Виджа Кински   |
| Джей Барушель    | Шинер          |
| Пол Джаматти     | Бенно Левин    |
| Кевин Дюранд     | Торвал         |
| Жюльет Бинош     | Диди Фэнчер    |
| Сара Гадон       | Элис Шифрин    |
| Матьё Амальрик   | Андре Петреску |
| Филип Нозука     | Майкл Чин      |
| Эмили Хэмпшир    | Джейн Мелман   |

## Производство
Съёмки продолжались с 25 мая по 24 июля 2011 года. Изначально роль Эрика должен был исполнять Колин Фаррелл. Хотя действие происходит в Нью-Йорке, фильм снимался в Торонто. Использование наложенных на компьютере городских фонов Кроненберг сравнивает со знаменитым своей искусственностью фоновым задником в «Марни».
Фильм снимался на деньги французского миллиардера Эдуара Карминьяка, который сколотил состояние на биржевых спекуляциях. По словам режиссёра, финансиста заворожило собственное сходство с героем романа Делилло: «Он работает с людьми, которые в своей отвлечённости напоминают Эрика. Они живут в этом фиктивном, спекулятивном пузыре, совершенно разобщённые с тем, как обычно покупают и продают вещи, не говоря уж о базовом общении с нормальными людьми».
Из-за занятости Паттинсона на других проектах премьера фильма была отложена до того времени, когда он смог полноценно участвовать в его раскрутке. Она состоялась почти через год после завершения съёмок, на Каннском кинофестивале 25 мая 2012 года. В американский прокат фильм вышел в середине августа.

## Реакция критиков
Новая работа Кроненберга получила смешанные оценки критиков. Как было когда-то с «Автокатастрофой», Кроненберга упрекали за ходульность сюжета, бездушность материала, умозрительность ситуаций. Ричард Корлисс (журнал TIME) отмёл «Космополис» в сторону как необязательное упражнение в клаустрофобии с «симпатичным манекеном» в главной роли. Однако Антон Долин («Ведомости») полагает, что «стерильная красота ясноглазого плейбоя» отлично вписывается в линию развития Кроненберга-режиссёра:

Любимые герои режиссёра — мутанты, и Пэкер-Паттинсон увенчивает пирамиду, воздвигнутую Кроненбергом за последние сорок лет. Он настолько совершенен, что просто обречён на раннюю и бесславную смерть: идеальная постройка, вавилонская башня, которая неминуемо рухнет под грузом амбиций. Его личность подменяет в фильме, собственно, сюжет — нитевидный, топчущийся на одном месте.

## Темы
По словам режиссёра, для фильма и книги центральной является тема растущей абстрактности современного мира. «Деньги потеряли свою повествовательную функцию и отныне говорят сами с собой», — размышляет с экрана финансовый аналитик. Абстракция в мире деривативов зарифмована с полотнами абстракционистов, которыми упивается главный герой. Начальные титры стилизованы под Поллока. «Ротко [и Поллок] совершили самоубийство, и Эрика неодолимо тянет в том же направлении. Правда, сам он осознаёт это слишком поздно», — рассуждает режиссёр.
По словам Кроненберга, «Эрика разрушает то, что он отделил себя от человеческого общения. Абстрактность настолько пропитала всю его жизнь, что он сам себя воспринимает как нечто умозрительное. За время путешествия он демонтирует собственную личность с тем, чтобы собрать себя заново». Отсюда его завороженность детством и навязчивое желание постричься именно в той парикмахерской, куда его ребёнком водил отец.